# Скоморовский, Наум Борисович
Наум Борисович Скоморовский (при рождении Ха́им-Ну́хим Бо́рухович Скоморо́вский; 9 [21] сентября 1882, Житомир — 20 сентября 1925, Киев) — украинский скрипач еврейского происхождения.

## Биография
Родился 9 сентября (по старому стилю) 1882 года в многодетной семье житомирского мещанина, музыканта Боруха Зинделевича Скоморовского (1860—1930) и Шейндли Нухимовны (Хаим-Нухимовны, Софьи Наумовны) Скоморовской (1864—1929). Семья жила в доме Фарушевича на Подоле.
Вырос в Херсоне, куда семья перебралась не ранее 1884 года. Не позднее 1897 года семья переехала в Одессу, где он окончил музыкальные классы Одесского отделения Императорского Русского музыкального общества (1900) по классу Александра Фидельмана. В 1904 году окончил Санкт-Петербургскую консерваторию по классу Леопольда Ауэра.
Дебютировал на концертной сцене в 1901 году в Луганске. Концертировал в разных городах Российской империи, в том числе в Варшаве, Харькове, Ялте, Тифлисе, Баку, Ростове-на-Дону; среди прочего сопровождал в гастрольных поездках певицу Анастасию Вяльцеву. В 1912 году обосновался в Киеве, где был концертмейстером оперного и симфонического оркестров, примариусом струнного квартета. Выступал также как дирижёр, с летним оркестром, игравшим в Купеческом саду, и с симфоническим оркестром в Курске. Согласно некрологу газеты «Жизнь искусства», «в тяжёлые революционные годы он зарекомендовал себя чутким музыкантом-общественником, неутомимо выступая в качестве скрипача в рабочих клубах и красноармейской казарме».
С 1920 года и до конца жизни профессор Киевской консерватории, преподавал также в музыкальном техникуме. Среди его учеников Натан Рахлин и Михаил Канерштейн.
Скончался 20 сентября 1925 года в Киеве.

## Семья
- Дед — житомирский мещанин Зиндель Хаимович Скоморовский (1825—1901); бабушка — Неха Абрам-Беровна Скоморовская (1827—?)[4].
- Братья — трубач Яков Скоморовский, скрипач Абрам Скоморовский (1887—1965), пианист и арранжировщик Александр (1897, Одесса)[5] и пианист Иосиф (Юзеф, 1904, Одесса — 1979, Ленинград)[6]; сёстры — Эстер-Малка (1884, Житомир), Елизавета (1899, Одесса)[7][8] и Ида (1907, Одесса)[9].
- Жена (с 11 сентября 1905 года) — Йегудис Абрамовна Фукс (1881—?)[10].
  - Сын — Борис Наумович Скоморовский (1906—1962), виолончелист оркестра Санкт-Петербургского государственного академического театра оперы и балета. Дочь Лилия Наумовна (1907—1999) была замужем за скрипачом, концертмейстером оркестра Мариинского театра Соломоном Яковлевичем Дубилетом (1904—1941).